# NSDAP
Partidul Muncitoresc Național-Socialist German  sau NSDAP (acronim de la numele german de partid „Nationalsozialistische Deutsche Arbeiterpartei”, pronunțat /en es de a pe/, v. AFI), știut și ca Partidul Nazist, a fost un partid german care a existat între 1919 și 1945; până în 1920 a fost numit Deutsche Arbeiterpartei, Partidul Muncitoresc German. În perioada 1933–1945, NSDAP-ul a fost unicul partid politic din Germania Nazistă.

## Denumire
În românește se utilizează numele Partidul Național-Socialist Muncitoresc German  .

Frecvent și uzual este denumit partidul nazist german. Forma scrisă a expresiei "nazist" (și "nazism") se leagă de modul cum se pronunță în germană cuvântul "nationalsozialistische", unde t se pronunță ca ț din limba română, sunet care însă în  majoritatea cuvintele germane este redat prin litera z.

## Istoric
La 24 februarie 1920 seara, la o întrunire a membrilor Partidului Muncitoresc German în berăria Hofbräuhaus din München a fost anunțată decizia conducerii partidului de a-l redenumi în Partidul Muncitoresc Național-Socialist German (NSDAP). Hitler a prezentat și programul național-socialiștilor numit „25 de puncte” care a cuprins viziunile și revendicările naziștilor. La scurt timp după apariția noului partid au fost eliberate primele carnete de membru, dar luând în considerație numărul mic și nesemnificativ a membrilor de partid în acel moment, lista oficială a membrilor NSDAP a început cu numărul 501. 
În anul 1923 Partidul Național-Socialist având o susținere semnificativă în Bavaria a devenit principala forță a tentativei de răsturnarea violentă a puterii de stat, ulterior numite „Puciul de la berărie” sau „Puciul lui Hitler”. În Proclamația puciștilor se spunea:
„Proclamația către poporul german! Guvernul criminalilor din Noiembrie în Berlin, de astăzi este declarat destituit. Se creează Guvernul provizoriu Național German format din Gen. Ludendorff, Ad. Hitler, Gen. v. Lossow, Obst. v. Seisser”—

După eșuarea loviturii de stat președintele Friedrich Ebert în temeiul articolului 48 din Constituție, a adoptat decizia privind interzicerea NSDAP, valabilă până în februarie 1925. în conformitate cu hotărârea președintelui întreaga proprietate a partidului a fost confiscată, sediul din München închis, ziarul partidului Völkischer Beobachter a fost interzis. Prin decizia președintelui a  fost interzis și Partidul Popular German al Libertății (în germană Deutschvölkische Freiheitspartei, DVFP), al cărui președinte Erich Ludendorff a jucat un rol central în lovitura de stat. 
Fiind acuzat de organizarea unei lovituri de stat Hitler a ajuns după gratii. În cele 9 luni pe care le-a petrecut la închisoarea Landsberg, Hitler a scris principala sa lucrare politică și ideologică Mein Kampf (în română Lupta mea) în care a prezentat bazele ideologiei național-socialiste.
După interzicerea Partidului Național-Socialist membrii acestuia au participat în alegeri ordinare legislative din luna mai 1924 și alegeri anticipate din decembrie 1924 pe listele Partidului Național-Socialist al Libertății (în germană Nationalsozialistische Freiheitspartei, NSFP) care a obținut scoruri relativ modeste (6,6% în mai și 3,0% în decembrie)
La alegerile din 1930 din cauza problemelor economice din Germania, susținerea naziștilor în rândul cetățenilor a crescut considerabil. Partidul Național Socialist a devenit al doilea partid ca mărime din Reichstag. Peste doi ani naziștii au primit 14 milioane de voturi (37,3%) ceea ce a stabilit NSDAP ca cea mai mare fracțiune parlamentară din Reichstag-ul german.
În ianuarie 1933 președintele Germaniei Paul von Hindenburg l-a numit cancelar (prim-ministru) al Germaniei pe șeful partidului nazist, Adolf Hitler. După decesul lui Hindenburg Hitler a accelerat instaurarea regimului totalitar nazist în Germania.
Ideologia național-socialismului (ideologia nazistă) considera că puritatea etnică și rasială a poporului german este o realitate fundamentală. În baza acestei idei (pseudoștiințifice) regimul nazist și-a fundamentat ideologic programul de persecuție și exterminare sistematică a celor considerați de naziști drept „nedemni de a trăi” (lebensunwertes Leben), între care evreii, țiganii, homosexualii, Martorii lui Iehova, socialiștii, comuniștii precum și cei cu handicap mental, fizic sau afecțiuni genetice, criminalii de drept comun, prostituatele și alte persoane considerate de ideologia nazistă a fi „asociale”. Aplicarea acestei concepții ideologice a însemnat (în special în anii războiului, 1939 - 1945) asasinarea în masă, prin diverse metode de exterminare, a peste unsprezece milioane de oameni în genocidul numit holocaust (în elină „ardere completă”, în cadrul unor ceremonii religioase antice de sacrificare).
„Postulatul” nazist despre „spațiului vital”, (în germană Lebensraum), la care s-a adăugat ideea esențială a nazismului de creare a „Marii Germanii” (Großdeutschland) din 1938 și a „Marelui Reich German” (Großdeutsches Reich) din 1943, a fost una din cauzele majore ale celui de-al Doilea Război Mondial, care a dus la moartea a peste 60.000.000 de oameni (care au putut fi cuantificați), căzuți pe câmpurile de luptă sau ca victime directe sau colaterale ale războiului.

## Rangurile și însemnele în NSDAP în perioada 1939-1945
Gradele în partidul nazist german și (în paranteze) rangul echivalent în armată (Wehrmacht). În ordinea numerotării petlițelor cu însemnele rangului. La nr. 25 echivalență numai în organizația SS: Oberführer. (Acest rang în SS se situa între colonel și general; echivalat cu generalul de brigadă din armata britanică). La nr. 14, 15, 16, 17, 18, 21, 23 și 24: rang în partidul NSDAP fără echivalență în alte organizații (militare ori civile) din Germania nazistă.

(1) Anwärter (Nichtparteimitglied) (candidat – nemembru de partid; soldat)

(2) Anwärter (candidat, cooptat în partid; soldat)

(3) Helfer (asistent; caporal)

(4) Oberhelfer (asistent major; caporal major)

(5) Arbeitsleiter (șef de operațiuni; caporal de stat major)

(6) Oberarbeitsleiter (șef major idem; subofițer)

(7) Hauptarbeitsleiter (șef principal idem; sergent)

(8) Bereitschaftsleiter (șef grup în alertă; plutonier)

(9) Oberbereitschaftsleiter (șef major idem; plutonier major)

(10) Hauptbereitschaftsleiter (șef principal idem; plutonier adjutant)

(11) Einsatzleiter (șef grup de acțiune; locotenent)

(12) Obereinsatzleiter (șef major idem; locotenent major)

(13) Haupteinsatzleiter (șef principal idem; căpitan)

(14) Gemeinschaftsleiter (șef comunitar: comunal/districtual)

(15) Obergemeinschaftsleiter (șef major idem)

(16) Hauptgemeinschaftsleiter (șef principal idem)

(17) Abschnittsleiter (șef de secție: șeful org. municipale/districtuale; până în 1939 se numea Ortsgruppenleiter "șeful org. locale a NSDAP")

(18) Oberabschnittsleiter (șef major idem)

(19) Hauptabschnittsleiter (șef principal idem; căpitan sau căpitan de corvetă)

(20) Bereichsleiter (șef regional; lt.-colonel sau căpitan de fregată)

(21) Oberbereichsleiter (șef major idem)

(22) Hauptbereichsleiter (șef principal idem; colonel sau căpitan de marină)

(23) Dienstleiter (șef serviciu)

(24) Oberdienstleiter (șef major idem)

(25) Hauptdienstleiter (șef principal idem; Oberführer – echivalat uneori cu generalul de brigadă)

(26) Befehlsleiter (comandant șef; general maior sau contraamiral)

(27) Oberbefehlsleiter (comandant șef major; general locotenent sau viceamiral)

(28) Hauptbefehlsleiter (comandant șef principal; general de armată sau amiral)

(29) Gauleiter (șef de provincie numită "Gau"; general colonel sau amiral general)

(30) Reichsleiter (șeful org. NSDAP pe țară; feldmareșal sau mare amiral)

## Dezvăluiri recente legate NSDAP
În anul 2005 ministrul de externe de pe atunci Joschka Fischer, Verzii, a constituit o comisie de istorici care a constatat că după război, în noul Minister de Externe al RFG s-au strecurat numeroși angajați care înainte fuseseră naziști. Mulți dintre acești diplomați sau foști diplomați ai RFG-ului chiar au susținut în mod mincinos că pe vremea hitleriștilor activaseră în celule secrete de rezistență. Printre altele comisia a dezvăluit că în Departamentul Politic al Ministerului au lucrat 13 foști membri NSDAP, iar în Departamentul Juridic au fost 11 foști membri NSDAP (din totalul de 17 angajați) .
La mijlocul lui decembrie 2011 Ministerul de Interne german a încheiat și publicat un nou studiu, conținând printre altele lista tuturor membrilor guvernelor RFG care au fost membri NSDAP sau au avut un trecut nazist . Lista conține un Președinte Federal - Walter Scheel, care fusese și Ministru de Externe, apoi un Cancelar Federal - Kurt Georg Kiesinger, precum și 25 de miniștri federali din diverse perioade, printre care: Hans Globke, Theodor Oberländer, Karl Schiller, Hans Leussink, Gerhard Schröder (tiz cu fostul cancelar Gerhard Schröder), Richard Jaeger, Horst Ehmke, Friedrich Zimmermann, Hans-Dietrich Genscher, Herbert Ehrenberg și Richard Stücklen.

## Galerie de imagini

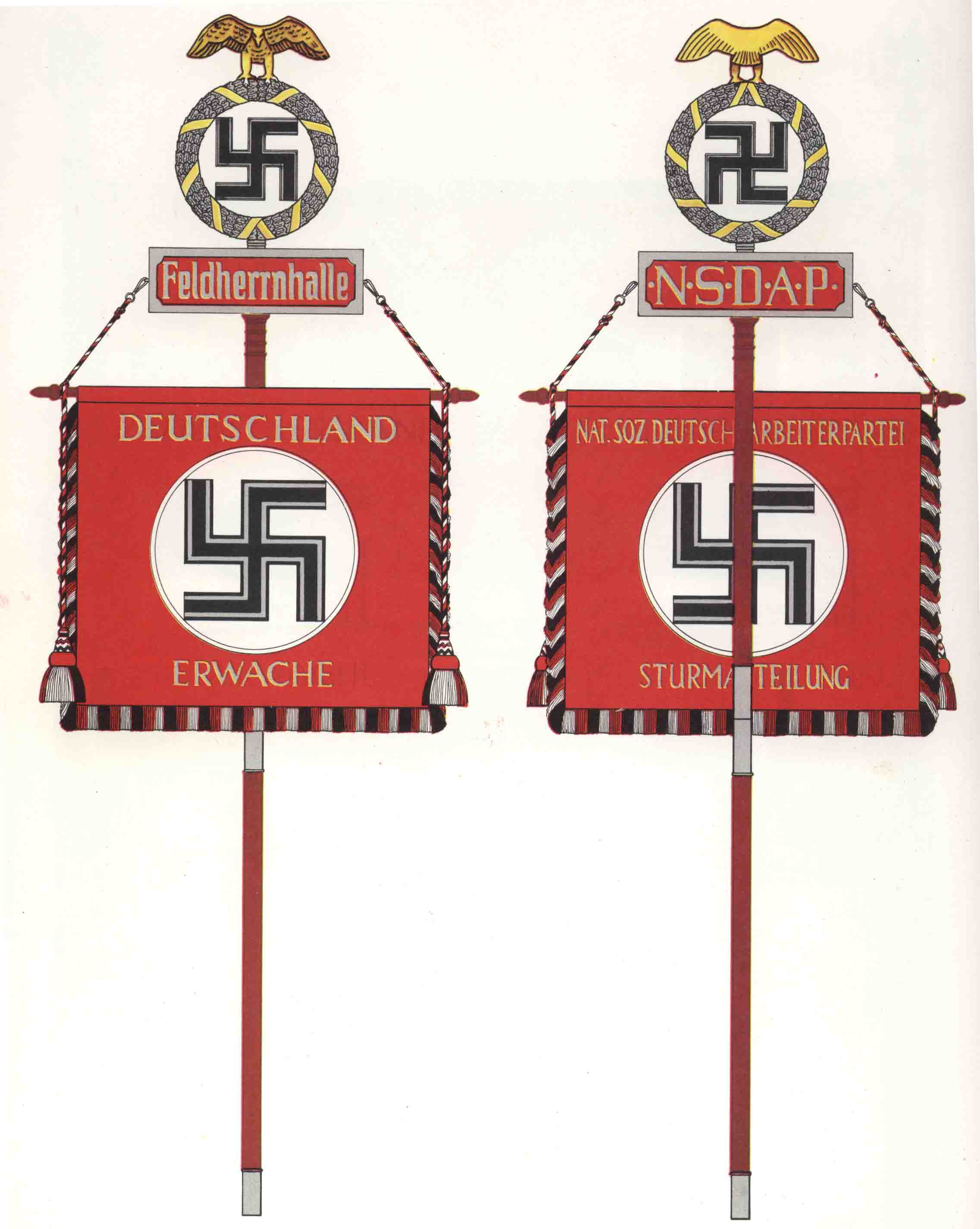
Steagul regimentului de infanterie 271 din wehrmacht, reprezentând Germania pe aversul său, și respectiv partidul nazist, NSDAP, pe revers.
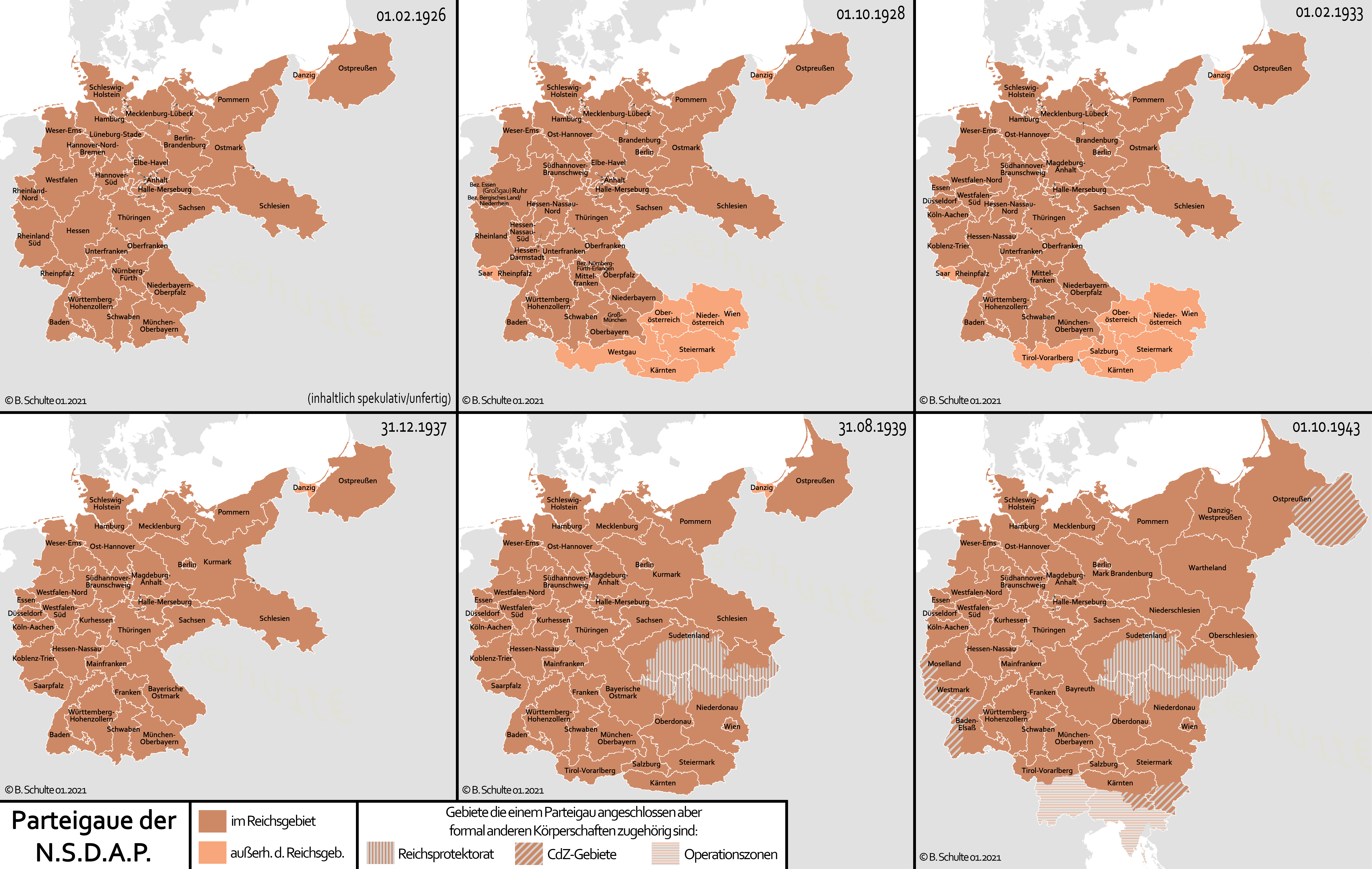
Zonele de administrație de partid ale NSDAP în 1926, 1928, 1933 și 1937
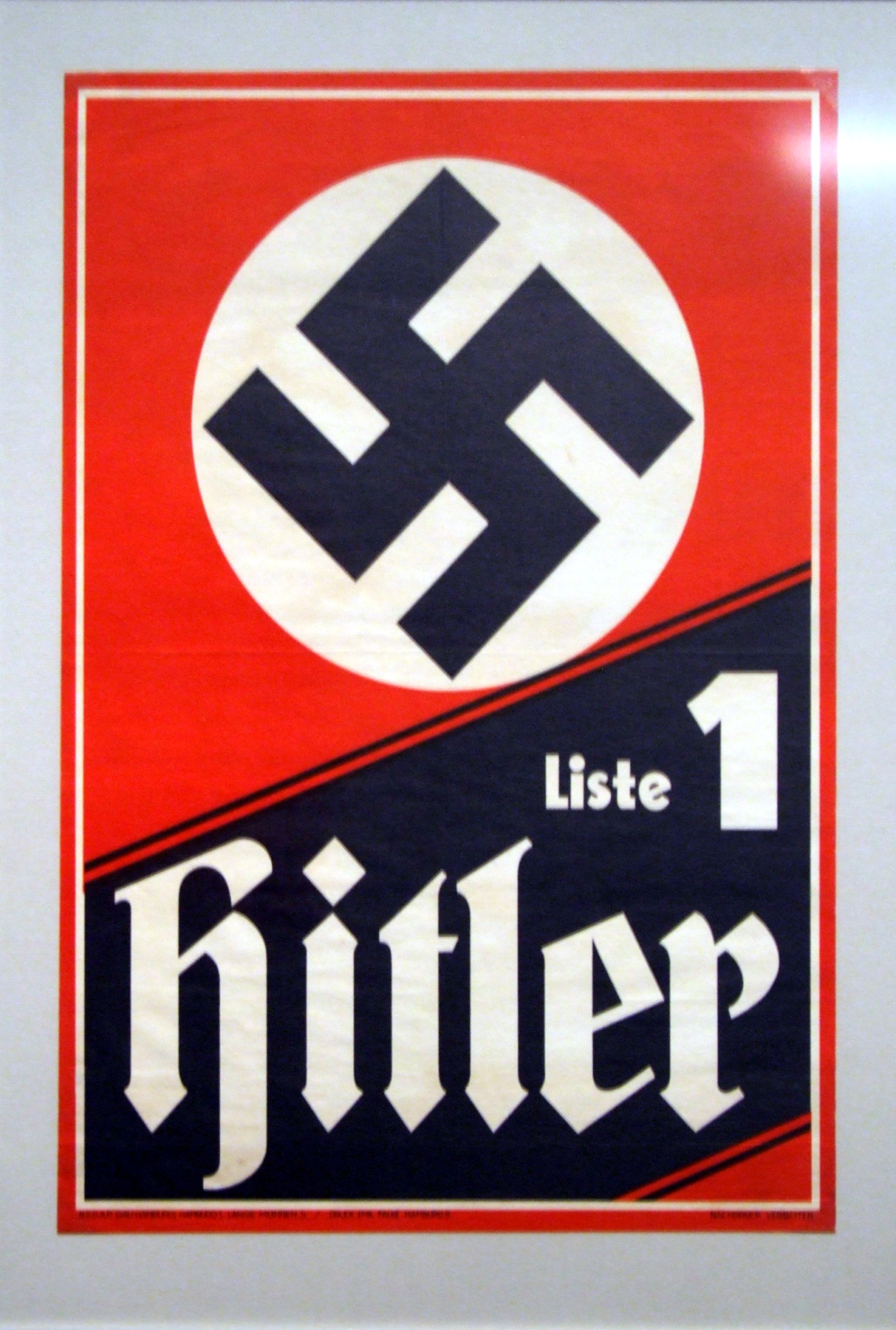
Agitația electorală a NSDAP
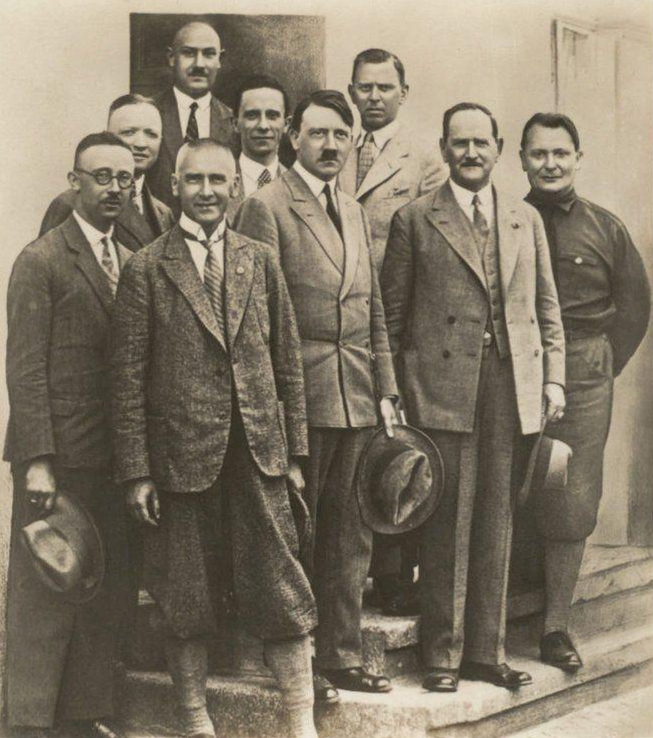
Conducerea partidului în anii '20.
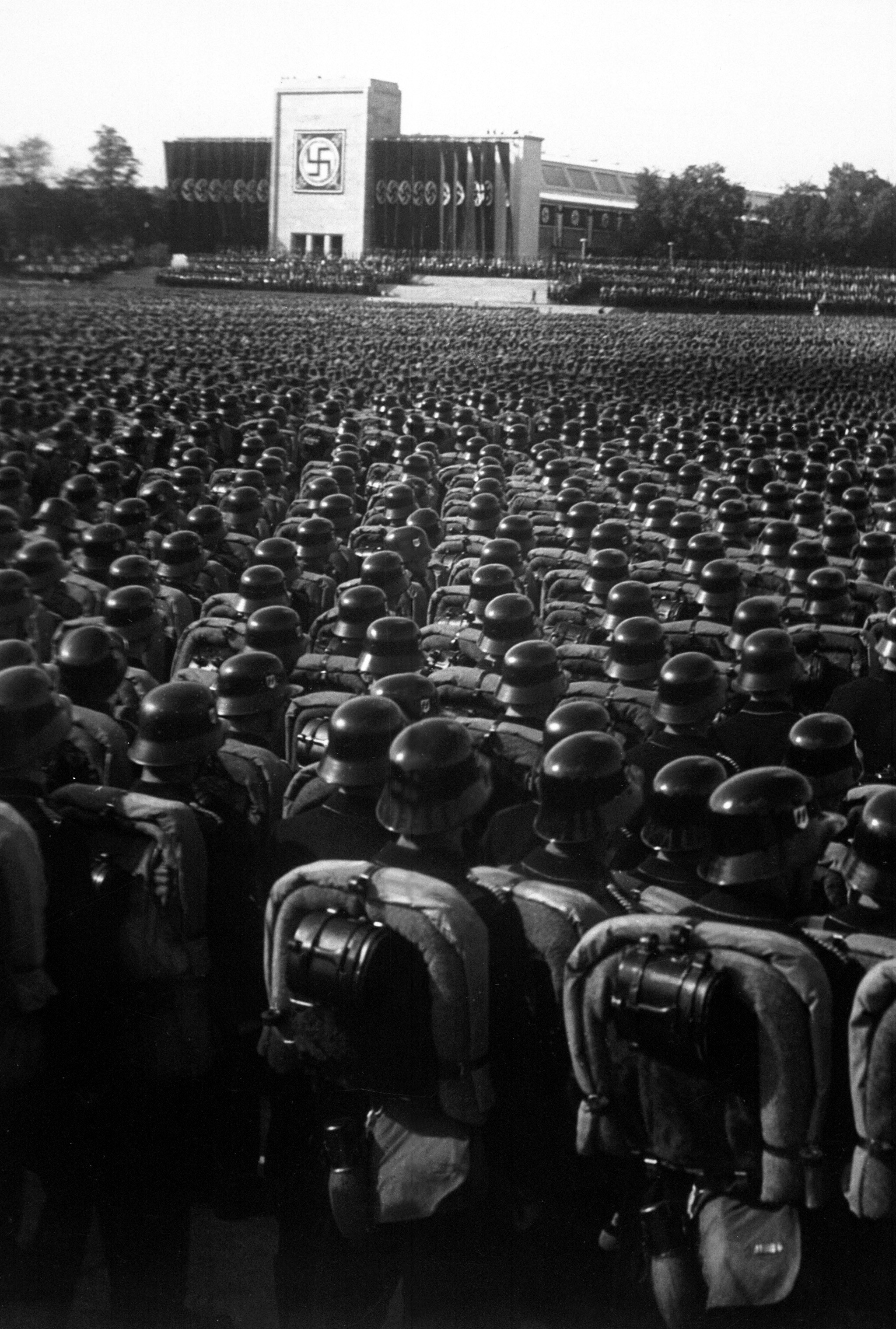
Ziua partidului, 1935

## Legături externe
- Text of Mein Kampf
- Program of the Nazi Party, its "Manifesto"
- de  Nationalsozialistische Deutsche Arbeiterpartei (NSDAP) 1920–1933 at Lebendiges Museum Online.
- de  Nationalsozialistische Deutsche Arbeiterpartei (NSDAP) 1933–1945 at Lebendiges Museum Online.
- Organisationsbuch NSDAP An encyclopedic reference guide to the Nazi Party, organisations, uniforms, flags etc. published by the party itself